# 能面検事
『能面検事』（のうめんけんじ）は、中山七里のリーガルミステリー小説。
2025年7月から、テレビ東京系列にてテレビドラマが放送中。

## 登場人物
不破俊太郎（ふわ しゅんたろう）
大阪地検一級検事。
惣領美晴（そうりょう みはる）
新米検察事務官。

## 書誌情報
- 中山七里『能面検事』
  - 単行本：2018年7月18日発売、光文社、ISBN 978-4-334-91233-8[書誌 1]
  - 文庫本：2020年12月9日発売、光文社文庫、ISBN 978-4-334-79123-0[書誌 2]
- 中山七里『能面検事の奮迅』
  - 単行本：2021年7月26日発売、光文社、ISBN 978-4-334-91416-5[書誌 3]
  - 文庫本：2024年4月10日発売、光文社文庫、ISBN 978-4-334-10271-5[書誌 4]
- 中山七里『能面検事の死闘』
  - 単行本：2023年5月22日発売、光文社、ISBN 978-4-334-91532-2[書誌 5]
  - 文庫本：2025年6月11日発売、光文社文庫、ISBN 978-4-334-10666-9[書誌 6]

## テレビドラマ
2025年7月11日よりテレビ東京系の「ドラマ9」にて放送中。主演は上川隆也。

### キャスト

#### 主要人物
不破俊太郎（ふわ しゅんたろう）
演 - 上川隆也
大阪地検の一級検事。沈着冷静な性格で感情を全く表に出さないことから「能面検事」の異名を持つ。

#### 大阪地検
惣領美晴（そうりょう みはる）
演 - 吉谷彩子
不破のもとで働く新人事務官。
前田拓海（まえだ たくみ）
演 - 大西流星
総務課 事務官。
高峰仁誠
演 - 竹財輝之助
特捜部 検事。
仁科睦美（にしな むつみ）
演 - 観月ありさ
総務課 課長。
榊宗春（さかき むねはる）
演 - 寺脇康文
次席検事。

#### 東京地検
岬恭平
演 - 宇梶剛士（第4話・第5話）
次席検事。

#### ゲスト

##### 第1話
八木沢福子
演 - 床嶋佳子
孝仁と史華の母。夫が亡くなったあと、子ども2人と3人暮らし。
八木沢史華
演 - 美山加恋（幼少期：伊藤かれん）
孝仁の妹。母、兄と同居している。
八木沢孝仁〈32〉
演 - 渋谷謙人（幼少期：吉田奏佑）
無職。実家に引きこもっている。滝本留美殺害の被疑者。8年前、女子高生への痴漢で逮捕され前科があるが、本人はやってないと言っている。
日野譲二
演 - 阪田マサノブ
大阪府警阿倍野南警察署 刑事課長。
笹口美乃梨
演 - 小林きな子
滝本家の隣に住む主婦。
滝本留美〈17〉
演 - 片田陽依
高校3年生。予備校から帰らず、翌日公園内で遺体で発見される。
桐原真澄
演 - 朝井瞳子
8年前、孝仁が逮捕された痴漢事件の被害者。
史華の先輩
演 - Kuro
早退する史華に厭味を言う先輩社員。
刑事
演 - 堀内充治
大阪府警阿倍野南警察署 刑事。
女性
演 - 内田櫻子
喫茶店で会話する2人組の女性。

滝本留美の母
演 - 本橋佳代子
教育熱心で留美に厳しくあたっていた。

ウェイトレス
演 - 黒木百花（第2話 - ）

喫茶店マスター
演 - 比嘉哲彌（第2話 - ）
喫茶「モンティホール」。
八木沢福子の夫
演 - 中村尚輝
史華と孝仁の父。故人。生前、家族に壮絶な暴力をふるっていた。

園宮フローラ
声 - 吉谷彩子
アニメ『はにはにマニア』の登場人物。

##### 第2話
鴇田正元
演 - 松尾諭
大阪府警本部鑑識課の鑑識官。密かに不破に協力している。
大矢智徳
演 - 板尾創路
大阪府警豊中中央警察署強行犯係 警部補。
谷田貝聡〈35〉
演 - 前原滉
グランカサール原田の近くにあるホームセンターの元従業員。客の菜摘にストーカー行為をして店を解雇されている。5年前、恋人の浮気相手を殴って傷害罪で実刑判決を受けている。
大町伸二
演 - 前野朋哉
グランカサール原田の1階に住む男性。夜中に202号室から大きな音がしたため、翌朝大家と共に部屋を訪れ遺体を発見する。
須磨照子
演 - 魏涼子
菜摘の母。
楠葉日出男
演 - 川瀬陽太
峰隆の父。
内村清吾
演 - やべけんじ
大阪府警本部 刑事部長。
須磨菜摘〈27〉
演 - 玉井らん
グランカサール原田 202号室住人。自室で刺殺体で発見される。
神田
演 - 松本じゅん
グランカサール原田の大家。大町と共に遺体の第一発見者になる。
楠葉峰隆〈34〉
演 - 志生
半同棲中の菜摘の恋人。菜摘と共に刺殺体で発見される。金融関係の会社でクレーム処理をしていた。
細見
演 - 清瀬ひかり
楠葉峰隆の同僚。楠葉は仕事はできたが女性トラブルが多かった、と不破らに話す。

高峰検事の事務官
演 - 梶谷裕治（第3話）

長倉英也〈53〉
演 - 谷口知輝
飲食店従業員。菜摘らが殺害された夜、繁華街で谷田貝に絡まれて殴られている。
医師
演 - 本多摂
不破が搬送された病院の医師。
大矢由梨
演 - 荒川琴
智徳の娘。母が亡くなったあと、父と2人暮らしをしていた。
客
演 - 稲垣エリカ
楠葉峰隆にクレームをつける客。

##### 第3話
吉野康介〈73〉
演 - 日野陽仁
田中俊哉への傷害致死容疑で送致されてきた被疑者。田中は雨で濡れた階段で足を滑らせて転落したと供述するが、2年前から認知症を患っており、供述に曖昧な点が多い。孫の佑真と2人暮らし。
吉野佑真
演 - 楽駆（幼少期：井桁虎白）
康介の孫。居酒屋「炉端屋 二郎」でアルバイトしている。2年前に母が交通事故で亡くなり、働きながら康介の介護をしている。
柳谷泰典
演 - 大河内浩
大阪府警 本部長。
坂東浩一
演 - 宮本大誠
大阪府警枚方北警察署 署長。
白川直樹
演 - ラブ守永
大阪府警枚方北警察署 刑事課長。
吉野涼子
演 - 日野綾子
康介の娘、佑真の母。看護師をしていた。2年前の夜、帰宅途中に車に撥ねられ死亡している。
田中俊哉〈35〉
演 - 吉野晃弘
枚方市の「炉端屋 二郎」が入っている雑居ビル2階から転落死する。「炉端屋 二郎」の隣のバーの常連客。
管理人
演 - 池浪玄八
吉野家が住んでいる団地の管理人。
アナウンサー
声 - 狩野恵里（テレビ東京アナウンサー）
大阪府警の所轄の捜査資料紛失に関するニュースを報じるアナウンサー。
三谷
演 - 井上智之
佑真が高校生の頃からアルバイトしている居酒屋「炉端屋 二郎」の店長。
井上
演 - 池田永吉
「炉端屋 二郎」店員。佑真がお金に困っていた様子を不破たちに話す。

##### 第4話
折伏崇
演 - 宮川一朗太（第5話）
最高検・刑事部の検事。
安田啓輔
演 - 少路勇介（第5話）
近畿財務局 調整官。衆議院議員・兵馬三郎の口利きで荻山学園への国有地払下げに便宜を計ったと思われている人物。
荻山孝明
演 - 千原せいじ（千原兄弟）
荻山学園 理事長。衆議院議員・兵馬三郎に口利きを頼み、岸和田の国有地を相場より4割安く払下げられた疑惑がもたれている。
鈴木一人
演 - 駒木根隆介
大阪地検公判部 検事。安田調整官と京阪大学の同級生で同じ寺井寮に住んでいた。
當山慎一、桃瀬淳也
演 - 岡田優（第5話）、別紙慶一（第5話）
折伏検事の部下。
沖田瑠衣
演 - 浦山佳樹
殺人事件の被疑者。ベトナム人のグエン・ファン・タンという男を殺害して逮捕される。
アナウンサー
声 - 山本倖千恵（テレビ東京アナウンサー）
荻山学園の国有地払下げに関する収賄容疑のニュースを報じるアナウンサー。
近隣の女
演 - コバヤシ桃子
岸和田の寺井寮があった場所の近所に住んでいる女性。
警察官
演 - 武田亮汰
不破に指示されて地面を掘り、白骨遺体を見つける警官。
警察官
演 - 松木研也
人骨発見現場で不破を呼びにくる警官。
グエン・ファン・タン
演 - Breeze
OGY日本語学校に通っていたベトナム人男性。戸籍を買った沖田瑠衣から殺害される。

##### 第5話
金森実花
演 - 谷村美月（中学生時：岡本望来）
小春の妹。当時、姉は店の客に付きまとわれて困っていた、と不破らに語る。
古田文彦
演 - 諏訪太朗（第4話）
岸和田の寺井寮があった場所の近所に住んでいる男性。初めは安田らのことを知らないと言っていたが、後に安田や高峰たちが通っていた定食屋「一膳」の主人だったことがわかる。
金森小春〈当時20〉
演 - 祷キララ
「一膳」で働いていた女性。20年前、行方不明になっており見つかっていない。DNA鑑定の結果、岸和田市寺井町で見つかった白骨遺体の1人だとわかる。
田久保仁和〈当時24〉
演 - 菅原けん
寺井町で見つかった白骨遺体の1人。当時、京阪大学の応援団に所属する4回生で、小春につきまとっていた。
監察医
演 - 山賀教弘
白骨遺体を鑑定する監察医。
古田奈津子
演 - 西川綾乃
古田文彦の息子の嫁。

被疑者
演 - バーガー長谷川
20年前、同居女性へのDV容疑で逮捕された男。麻薬密売組織の一員。不破が能面検事と言われるようになったきっかけとなった男。

##### 第6話
帯津英介
演 - 山崎樹範
柳谷泰典の後任の大阪府警 本部長。
笹清政市〈50〉
演 - 安井順平
通り魔殺人事件の被疑者として現行犯逮捕される。非正規雇用で職を転々としており、5年前から引きこもり状態になっていた。
緑川啓吾
演 - 結木滉星
大阪府警堂島警察署刑事課 巡査。
謎の男
演 - 夙川アトム

内海菜月（うちうみ なつき）
演 - 石井萌々果
新聞社 記者。通り魔殺人事件被害者。
成島貴一
演 - 飛永翼（ラバーガール）
大阪府警堂島警察署刑事課 巡査。
ふかわりょう
演 - 本人
テレビ番組のコメンテーターとして通り魔事件についてコメントする。
局員
演 - 篠塚勝、松井薫平、藤本悠輔
ロスト・ルサンチマンからの犯行声明文が送り付けられるテレビ局の局員。
リポーター
演 - 小池真名実
テレビで堂島中央駅前の通り魔殺人事件を報じるリポーター。
内海圭以子
演 - 鶴田真由
菜月の母。
被害者
演 - 中川稔貴（役名：宇野鉄二）、村田彰洋（役名：大倉一輝）、小原輝（役名：栫井剛）、今村万里子（役名：駒場日向）、川島夕空（役名：樋口詩織）、相川稜（役名：浅原元気）
通り魔殺人事件被害者。

捜査員
演 - かないしゅう
笹清の再現実況見分の現場近くで不審な紙袋に気付く。

捜査員
演 - 郷馬健太郎

女の子
演 - 小島叶誉
笹清に刺されそうになるが、菜月に助けられる小学生。

### スタッフ
- 原作 - 中山七里『能面検事』『能面検事の奮迅』『能面検事の死闘』（光文社文庫刊）[1]
- 脚本 - 荒井修子、鹿目けい子、三浦駿斗[1]
- 監督 - 村上牧人、七高剛、室井岳人[1]
- 音楽 - 白石めぐみ[1]
- 主題歌 - ナオト・インティライミ「美しき恋の詩」[45]
- チーフプロデューサー - 濱谷晃一（テレビ東京）[1]
- プロデューサー - 北川俊樹（テレビ東京）、小嶋志和（テレビ東京）、黒沢淳（テレパック）、金澤友也（テレパック）[1]
- 制作 - テレビ東京、テレパック[1]
- 製作著作 - 「能面検事」製作委員会[1]

### 放送日程
| 話数                                                                     | 放送日  | サブタイトル         | 配信                                            | 脚本       | 監督     | 視聴率 |
| ------------------------------------------------------------------------ | ------- | -------------------- | ----------------------------------------------- | ---------- | -------- | ------ |
| 第1話                                                                    | 7月11日 | 表情のない検察官     | 上川隆也主演!表情ゼロ検事が謎を解く!            | 荒井修子   | 村上牧人 | 6.1%   |
| 第2話                                                                    | 7月18日 | 証拠の揃わない容疑者 | 能面、撃たれる! 証拠なき卑劣殺人と捜査資料紛失! | 荒井修子   | 村上牧人 |        |
| 第3話                                                                    | 7月25日 | 記憶のない容疑者     | 記憶無き犯人!? 検察の能面と仏が激突!            | 鹿目けい子 | 七髙剛   |        |
| 第4話                                                                    | 8月01日 | 検察の裏切り者       | 大阪地検に裏切り者!? 能面VS特捜!                | 鹿目けい子 | 七髙剛   |        |
| 第5話                                                                    | 8月08日 | 白骨の本音           | 能面、殴られる! 白骨が語る涙の真相              | 三浦駿斗   | 村上牧人 |        |
| 第6話                                                                    | 8月15日 | 孤独な復讐者         | 大阪地検、爆破! 最終章開幕!                     | 荒井修子   | 室井岳人 |        |
| 平均視聴率 %（視聴率はビデオリサーチ調べ、関東地区・世帯・リアルタイム） |         |                      |                                                 |            |          |        |

- 初回は21時 - 22時9分の15分拡大放送。

| テレビ東京系 ドラマ9                               | テレビ東京系 ドラマ9          | テレビ東京系 ドラマ9 |
| 前番組                                             | 番組名                        | 次番組               |
| -------------------------------------------------- | ----------------------------- | -------------------- |
| 失踪人捜索班 消えた真実 （2025年4月11日 - 6月6日） | 能面検事 （2025年7月11日 - ） | -                    |

### 書誌出典
1. ↑  “能面検事”. 光文社 書籍情報サイト.   光文社. 2025年5月29日閲覧。
2. ↑  “能面検事”. 光文社 書籍情報サイト.   光文社. 2025年5月29日閲覧。
3. ↑  “能面検事の奮迅”. 光文社 書籍情報サイト.   光文社. 2025年5月29日閲覧。
4. ↑  “能面検事の奮迅”. 光文社 書籍情報サイト.   光文社. 2025年5月29日閲覧。
5. ↑  “能面検事の死闘”. 光文社 書籍情報サイト.   光文社. 2025年5月29日閲覧。
6. ↑  “能面検事の死闘”. 光文社 書籍情報サイト.   光文社. 2025年7月17日閲覧。